# British Academy Film Awards
Il British Academy Film Awards è uno spettacolo annuale per la consegna dei premi omonimi presieduto dalla British Academy of Film and Television Arts (BAFTA). Essi vengono spesso citati come l'equivalente britannico dei premi Oscar.
Nel 2008, hanno avuto luogo presso la Royal Opera House e a partire dal 2000 nella flagship del cinema Odeon sulla Leicester Square. La cerimonia del 2009 fu inoltre tenuta nella Royal Opera House, l'8 febbraio.

## Storia
La BAFTA fu fondata nel 1947 come The British Film Academy, da: David Lean, Alexander Korda, Carol Reed, Charles Laughton, Roger Manvell ed altri ancora. Nel 1958 l'Accademia si è fusa con la The Guild of Television Producers and Directors per formare The Society of Film and Television, che divenne nel 1976, la The British Academy of Film and Television Arts.

## Cerimonia annuale

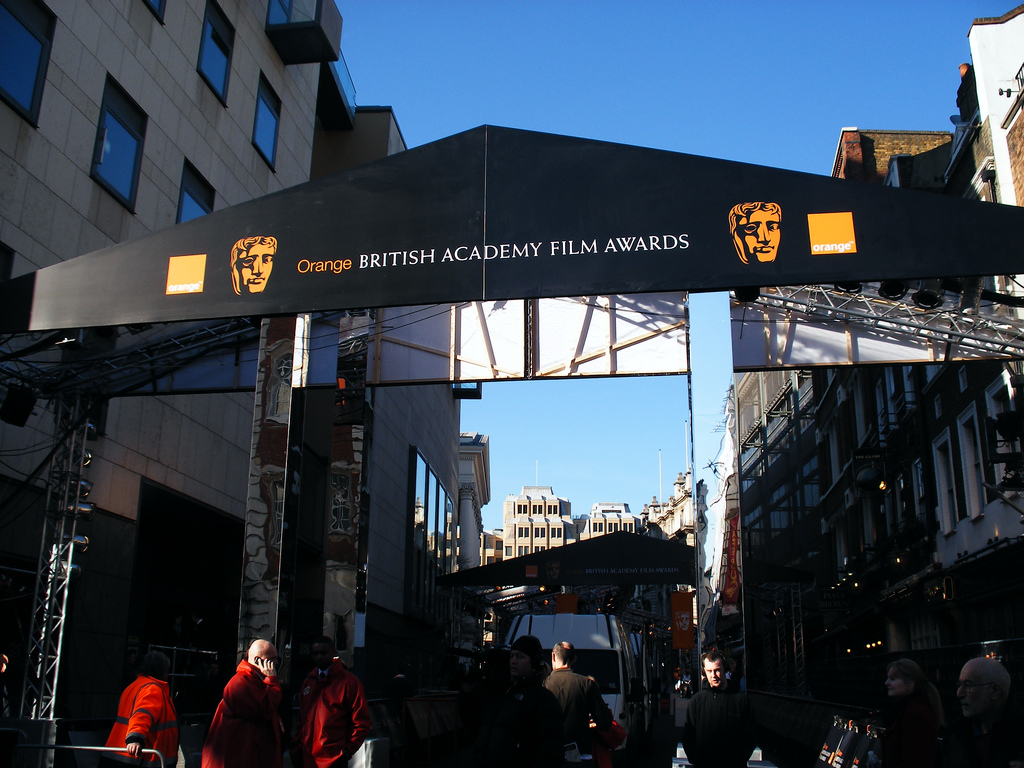
La cerimonia del 2008.

In passato si usava svolgere la cerimonia ad aprile o maggio, ma a partire dal 2001 si svolge nel mese di febbraio al fine di precedere gli Oscar. I premi sono rivolti a tutte le nazionalità, anche se è previsto un premio per il miglior film inglese e per il miglior Newcomer.

## Categorie
Aggiornate al 2025.

### Attuali
- Miglior film (BAFTA Award for Best Film)
- Miglior film non in lingua inglese (BAFTA Award for Best Film Not in the English Language)
- Miglior film britannico (BAFTA Award for Outstanding British Film)
- Miglior esordio britannico da regista, sceneggiatore o produttore (BAFTA Award for Outstanding Debut by a British Writer, Director or Producer)
- Miglior regista (BAFTA Award for Best Direction)
- Miglior attore protagonista (BAFTA Award for Best Actor in a Leading Role)
- Migliore attrice protagonista (BAFTA Award for Best Actress in a Leading Role)
- Miglior attore non protagonista (BAFTA Award for Best Actor in a Supporting Role)
- Migliore attrice non protagonista (BAFTA Award for Best Actress in a Supporting Role)
- Miglior stella emergente (BAFTA Rising Star Award)
- Migliore sceneggiatura originale (BAFTA Award for Best Original Screenplay)
- Migliore sceneggiatura non originale (BAFTA Award for Best Adapted Screenplay)
- Miglior casting (BAFTA Award for Best Casting)
- Migliore fotografia (BAFTA Award for Best Cinematography)
- Migliore scenografia (BAFTA Award for Best Production Design)
- Migliore colonna sonora (BAFTA Award for Best Original Music)
- Miglior montaggio (BAFTA Award for Best Editing)
- Migliori costumi (BAFTA Award for Best Costume Design)
- Miglior sonoro (BAFTA Award for Best Sound)
- Miglior trucco e acconciatura (BAFTA Award for Best Makeup and Hair)
- Migliori effetti speciali (BAFTA Award for Best Special Visual Effects)
- Miglior film d'animazione (BAFTA Award for Best Animated Film)
- Miglior documentario (BAFTA Award for Best Documentary)
- Miglior cortometraggio (BAFTA Award for Best Short Film)
- Miglior cortometraggio d'animazione (BAFTA Award for Best Short Animation)

### Ritirate
- Migliore sceneggiatura (Award for Best Screenplay) (1968-1982)